# Willy Boly
Willy-Arnaud Zoby Boly (Melun, Sena y Marne, Francia, 3 de febrero de 1991) es un futbolista marfileño que juega como defensa en el Nottingham Forest F. C. de la Premier League de Inglaterra.

## Trayectoria

### Inicios
Nacido en Melun, Sena y Marne, jugó al fútbol en categorías inferiores para tres clubes, y también tuvo un período de tres años en la academia INF Clairefontaine. Hizo su debut sénior con las reservas de la A. J. Auxerre y, en febrero de 2011, firmó su primer contrato profesional después de acordar un contrato de tres años con una opción para un cuarto.
El 16 de abril de 2011 hizo su debut en la Ligue 1 jugando los 90 minutos completos en una victoria por 1-0 contra el Toulouse. Marcó su primer gol en la competición la siguiente jornada, en un empate 1–1 en casa ante el Racing Club de Lens.
Fue un titular indiscutible en la temporada 2011-12 (33 partidos, un gol), pero el AJA fue relegado a la Ligue 2 después de terminar último.

### Portugal
El 1 de septiembre de 2014 se mudó a Portugal y se unió al S. C. Braga firmando un contrato de cuatro años. Pasó su primera temporada con el equipo B, en la Segunda Liga.
El 31 de agosto de 2016 firmó un contrato de cinco años con el F. C. Oporto con una cláusula de rescisión de 45 millones de euros. Jugó solo ocho partidos oficiales durante su estancia, incluyendo la derrota por 0-1 ante la Juventus de Turín en los octavos de final de la Liga de Campeones de la UEFA en la que jugó la segunda mitad después de entrar como sustituto de André Silva.

### Wolverhampton Wanderers F. C.
El 8 de julio de 2017 se unió al Wolverhampton Wanderers F. C. de la English Football League Championship con un préstamo de una temporada, reencontrándose con su exentrenador Nuno Espírito Santo. Hizo su debut oficial para el Wolverhampton en el día de apertura de la temporada 2017-18 en una victoria en casa por 1-0 contra el Middlesbrough, y marcó su primer gol con ellos el 31 de octubre para ayudar a los Lobos a ganar 2-0 como visitante contra el Norwich City.
Después de hacer 37 apariciones oficiales y ayudarlos a lograr el ascenso, firmó un contrato permanente con los Wolves. Hizo su debut en la Premier League el 11 de agosto de 2018, en un empate 2-2 contra el Everton. Marcó su primer gol en la competición dos semanas después en un empate 1–1 en casa ante el Manchester City, pero el gol resultó controvertido ya que las repeticiones de televisión mostraron que el antebrazo desvió la pelota hacia la meta después de mirar hacia afuera su cabeza.
Marcó su primer gol en competiciones UEFA en el partido de la fase de grupos de la Liga Europa de la UEFA 2019-20 contra el Beşiktaş en Estambul el 3 de octubre de 2019, un partido que los Wolves ganaron 1-0.
Se fracturó el peroné izquierdo durante el entrenamiento el 26 de octubre de 2019, lo que requirió cirugía para insertar una placa y tornillos el 30 de octubre de 2019. Regresó de esta lesión en el empate 0-0 de los Wolves ante el Manchester United el 1 de febrero de 2020, aunque ya había sido suplente en el partido anterior de la Premier League de los Wolves en su casa ante el Liverpool el 23 de enero de 2020.
El 1 de septiembre de 2022, tras cinco años en Wolverhampton jugando 147 encuentros, firmó por dos años con el Nottingham Forest F. C.

## Selección nacional
Internacional con Francia en categorías inferiores, en categoría absoluta decidió representar a Costa de Marfil, haciendo su debut el 12 de noviembre de 2020 en un partido de clasificación para la Copa Africana de Naciones de 2021 ante Madagascar que ganaron por 2-1.

## Estadísticas

### Clubes
Actualizado al último partido disputado el 28 de agosto de 2024.
| Club                                     | Div.          | Temporada     | Liga  | Liga  | Copas nacionales | Copas nacionales | Copas internacionales | Copas internacionales | Total | Total |
| Club                                     | Div.          | Temporada     | Part. | Goles | Part.            | Goles            | Part.                 | Goles                 | Part. | Goles |
| ---------------------------------------- | ------------- | ------------- | ----- | ----- | ---------------- | ---------------- | --------------------- | --------------------- | ----- | ----- |
| A. J. Auxerre II Francia                 | 4.ª           | 2010-11       | 23    | 2     | —                | —                | —                     | —                     | 23    | 2     |
| A. J. Auxerre II Francia                 | 4.ª           | 2012-13       | 3     | 0     | —                | —                | —                     | —                     | 3     | 0     |
| A. J. Auxerre II Francia                 | 5.ª           | 2013-14       | 1     | 0     | —                | —                | —                     | —                     | 1     | 0     |
| A. J. Auxerre II Francia                 | Total club    | Total club    | 27    | 2     | 0                | 0                | 0                     | 0                     | 27    | 2     |
| A. J. Auxerre Francia                    | 1.ª           | 2010-11       | 8     | 1     | 0                | 0                | —                     | —                     | 8     | 1     |
| A. J. Auxerre Francia                    | 1.ª           | 2011-12       | 33    | 1     | 4                | 0                | —                     | —                     | 37    | 1     |
| A. J. Auxerre Francia                    | 2.ª           | 2012-13       | 25    | 1     | 3                | 0                | —                     | —                     | 28    | 1     |
| A. J. Auxerre Francia                    | 2.ª           | 2013-14       | 30    | 0     | 9                | 2                | —                     | —                     | 39    | 2     |
| A. J. Auxerre Francia                    | 2.ª           | 2014-15       | 1     | 0     | 2                | 0                | —                     | —                     | 3     | 0     |
| A. J. Auxerre Francia                    | Total club    | Total club    | 97    | 3     | 18               | 2                | 0                     | 0                     | 115   | 5     |
| S. C. Braga "B" Portugal                 | 2.ª           | 2014-15       | 16    | 1     | —                | —                | —                     | —                     | 16    | 1     |
| S. C. Braga "B" Portugal                 | Total club    | Total club    | 16    | 1     | 0                | 0                | 0                     | 0                     | 16    | 1     |
| S. C. Braga Portugal                     | 1.ª           | 2014-15       | 0     | 0     | 1                | 0                | —                     | —                     | 1     | 0     |
| S. C. Braga Portugal                     | 1.ª           | 2015-16       | 22    | 2     | 6                | 0                | 12                    | 0                     | 39    | 2     |
| S. C. Braga Portugal                     | 1.ª           | 2016-17       | 3     | 0     | 1                | 0                | 0                     | 0                     | 4     | 0     |
| S. C. Braga Portugal                     | Total club    | Total club    | 25    | 2     | 8                | 0                | 12                    | 0                     | 44    | 2     |
| F. C. Porto Portugal                     | 1.ª           | 2016-17       | 4     | 0     | 3                | 0                | 1                     | 0                     | 8     | 0     |
| F. C. Porto Portugal                     | Total club    | Total club    | 4     | 0     | 3                | 0                | 1                     | 0                     | 8     | 0     |
| Wolverhampton Wanderers F. C. Inglaterra | 2.ª           | 2017-18       | 36    | 3     | 1                | 0                | —                     | —                     | 37    | 3     |
| Wolverhampton Wanderers F. C. Inglaterra | 1.ª           | 2018-19       | 36    | 4     | 5                | 0                | —                     | —                     | 41    | 4     |
| Wolverhampton Wanderers F. C. Inglaterra | 1.ª           | 2019-20       | 22    | 0     | 0                | 0                | 13                    | 1                     | 35    | 1     |
| Wolverhampton Wanderers F. C. Inglaterra | 1.ª           | 2020-21       | 21    | 1     | 2                | 0                | —                     | —                     | 23    | 1     |
| Wolverhampton Wanderers F. C. Inglaterra | 1.ª           | 2021-22       | 10    | 0     | 1                | 0                | —                     | —                     | 11    | 0     |
| Wolverhampton Wanderers F. C. Inglaterra | Total club    | Total club    | 125   | 8     | 9                | 0                | 13                    | 1                     | 147   | 9     |
| Nottingham Forest F. C. Inglaterra       | 1.ª           | 2022-23       | 11    | 0     | 4                | 1                | —                     | —                     | 15    | 1     |
| Nottingham Forest F. C. Inglaterra       | 1.ª           | 2023-24       | 20    | 2     | 1                | 0                | —                     | —                     | 21    | 2     |
| Nottingham Forest F. C. Inglaterra       | 1.ª           | 2024-25       | 2     | 0     | 1                | 0                | —                     | —                     | 3     | 0     |
| Nottingham Forest F. C. Inglaterra       | Total club    | Total club    | 33    | 2     | 6                | 1                | 0                     | 0                     | 39    | 3     |
| Total carrera                            | Total carrera | Total carrera | 327   | 18    | 44               | 3                | 26                    | 1                     | 397   | 22    |

## Palmarés

### Títulos nacionales
| Título                       | Club                          | País       | Año  |
| ---------------------------- | ----------------------------- | ---------- | ---- |
| Copa de Portugal             | S. C. Braga                   | Portugal   | 2016 |
| Football League Championship | Wolverhampton Wanderers F. C. | Inglaterra | 2018 |

### Títulos internacionales
| Título                    | Equipo          | Sede            | Año  |
| ------------------------- | --------------- | --------------- | ---- |
| Copa Africana de Naciones | Costa de Marfil | Costa de Marfil | 2023 |